# Нові Території (Гонконг)

Зеленим кольором позначені Нові Території в Гонконзі

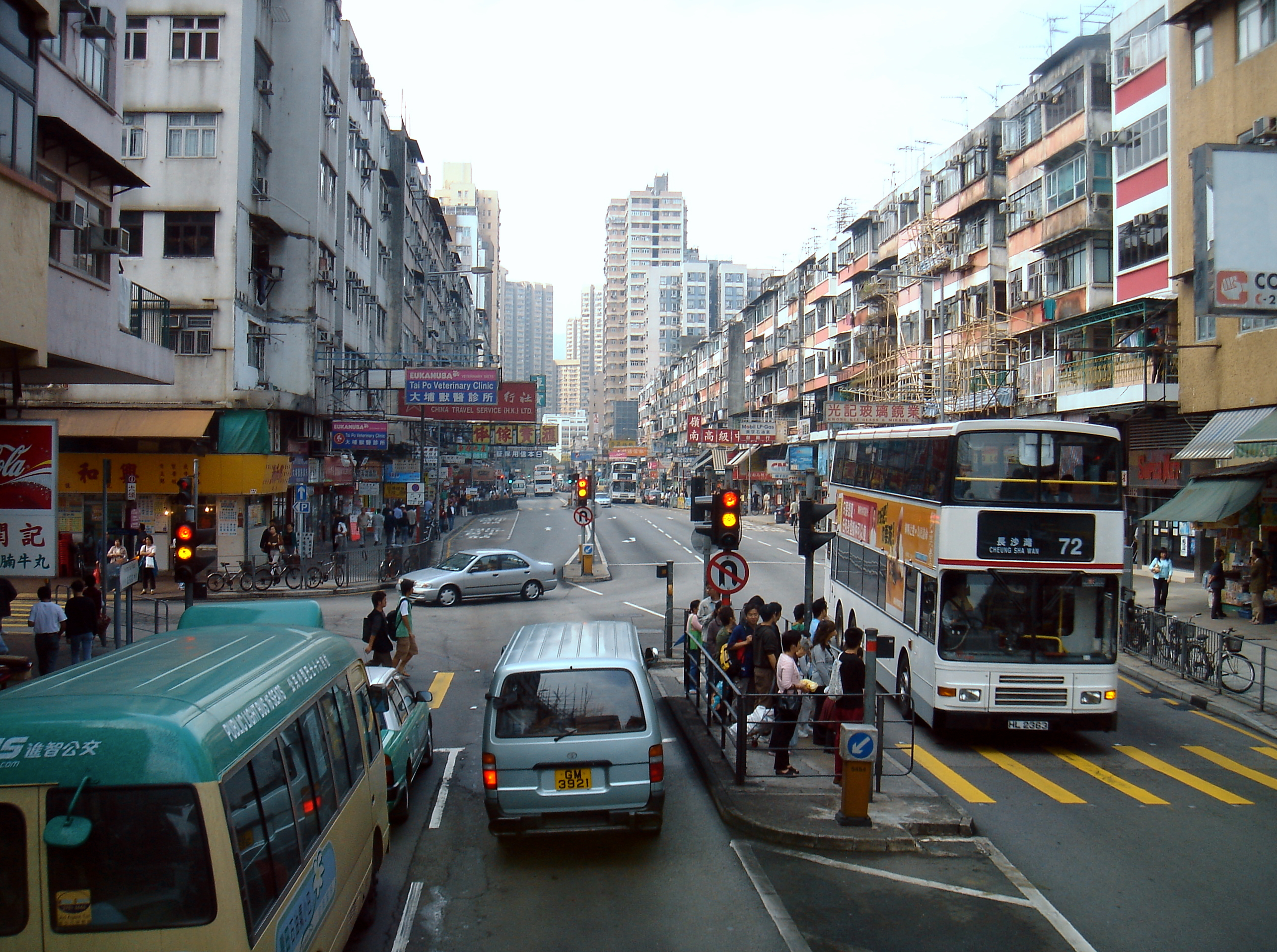
Вулиця Квонг Фук у Тай-окрузі в Нових Територіях

Нові Території (англ. New Territories, NT или N.T.) — одна з трьох частин спеціального адміністративного району Гонконг, крім якої виділяють також власне острів Гонконг і Коулун. Населення Нових Територій (дані 2006 р.) 3 093 691 людина. Щільність населення 3,8 тис. осіб/км². Площа близько 952 км².

## Адміністративний поділ
Округи, розташовані на території:
- Кхуайчхін (Квай-Цзін) (Kwai Tsing, 葵青區) — населення 524 тис. осіб, площа 23,34 км².
- Чхюньвань (Цюн-Ван) (Tsuen Wan, 荃灣區) — населення 289 тис. осіб, площа 61,71 км².
- Тхюньмунь (Тюн-Мун) (Tuen Mun, 屯門區) — населення 502 тис. осіб, площа 82,89 км².
- Юньлон (Юн-Лонг) (Yuen Long, 元朗區) — населення 534 тис. осіб, площа 138,46 км².
- Північний (North, 北區) — населення 281 тис. осіб, площа 136,61 км².
- Тайпоу (Тай -) (Tai Po, 大埔區) — населення 294 тис. осіб, площа 136,15 км².
- Сатхінь (Ша-Тін) (Sha Tin, 沙田區) — населення 608 тис. осіб, площа 68,71 км².
- Сайкун (Сай-Кунг) (Sai Kung, 西貢區) — населення 407 тис. осіб, 129,65 км².
- Айлендс (Islands, 離島區) — населення 137 тис. осіб, площа 175,12 км².

| Прапор Гонконгу | Це незавершена стаття про Гонконг. Ви можете допомогти проєкту, виправивши або дописавши її. |